# Lista de séries originais do Disney Channel
Segue, abaixo, uma lista das séries originais do Disney Channel (Disney Channel Original Series, no original), produzidos especialmente para o canal.
Muitos das séries, especialmente as mais recentes, foram lançadas em DVD e Blu-ray, sendo estes lançamentos de grande sucesso ou sucesso significativo. No entanto, outras nunca foram lançadas em nenhum dos formatos, nem mesmo são mais transmitidas na televisão. No final de 2019, todas as séries vão estar disponíveis no serviço de streaming da Disney, Disney+.
|  | Séries finalizadas |
|  | Séries atuais      |
|  | Séries futuras     |

## Década de 1990
| Série                       | Estados Unidos          | Estados Unidos          | Portugal | Portugal | Brasil  | Brasil | Referências |
| Série                       | Estreia                 | Final                   | Estreia  | Final    | Estreia | Final  | Referências |
| --------------------------- | ----------------------- | ----------------------- | -------- | -------- | ------- | ------ | ----------- |
| Flash Forward               | 14 de dezembro de 1995  | 1997                    | N/A      | N/A      | N/A     | N/A    |             |
| Mad Libs                    | 1 de fevereiro de 1997  | 1999                    | N/A      | N/A      | N/A     | N/A    |             |
| Going Wild with Jeff Corwin | 14 de setembro de 1997  | 14 de fevereiro de 1999 | N/A      | N/A      | N/A     | N/A    |             |
| Bug Juice                   | 28 de fevereiro de 1998 | 15 de outubro de 2001   | N/A      | N/A      | N/A     | N/A    |             |
| Off the Wall                | julho de 1998           | 1999                    | N/A      | N/A      | N/A     | N/A    |             |
| The Famous Jett Jackson     | 25 de outubro de 1998   | 22 de junho de 2001     | N/A      | N/A      | N/A     | N/A    |             |
| So Weird                    | 18 de janeiro de 1999   | 28 de setembro de 2001  | 2002     | 2003     | N/A     | N/A    |             |
| The Jersey                  | 30 de janeiro de 1999   | 23 de março de 2004     | N/A      | N/A      | N/A     | N/A    |             |

## Década de 2000
| Série                         | Estados Unidos         | Estados Unidos          | Portugal                | Portugal               | Brasil                 | Brasil                  | Referências |
| Série                         | Estreia                | Final                   | Estreia                 | Final                  | Estreia                | Final                   | Referências |
| ----------------------------- | ---------------------- | ----------------------- | ----------------------- | ---------------------- | ---------------------- | ----------------------- | ----------- |
| Totally Circus                | 16 de junho de 2000    | 24 de setembro de 2000  | N/A                     | N/A                    | N/A                    | N/A                     |             |
| Even Stevens                  | 17 de janeiro de 2000  | 13 de junho de 2003     | abril de 2004           | 2007                   | N/A                    | N/A                     |             |
| In a Heartbeat                | 26 de agosto de 2000   | 25 de março de 2001     | N/A                     | N/A                    | N/A                    | N/A                     |             |
| Totally Hoops                 | 7 de janeiro de 2001   | 15 de abril de 2001     | N/A                     | N/A                    | N/A                    | N/A                     |             |
| Lizzie McGuire                | 12 de janeiro de 2001  | 14 de fevereiro de 2004 | abril de 2004           | 2009                   | 19 de janeiro de 2002  | 14 de março de 2004     |             |
| The Proud Family              | 15 de setembro de 2001 | 19 de agosto de 2005    | 20 de setembro de 2003  | 2008                   | 15 de abril de 2002    | 10 de janeiro de 2004   |             |
| Kim Possible                  | 7 de junho de 2002     | 7 de setembro de 2007   | 15 de setembro de 2003  | 2009                   | 2 de dezembro de 2002  | 17 de dezembro de 2007  |             |
| Totally in Tune               | 23 de junho de 2002    | 18 de agosto de 2002    | N/A                     | N/A                    | N/A                    | N/A                     |             |
| That's So Raven               | 17 de janeiro de 2003  | 10 de novembro de 2007  | abril de 2004           | 2008                   | 22 de dezembro de 2003 | 22 de março de 2009     |             |
| Lilo & Stitch: The Series     | 20 de setembro de 2003 | 29 de julho de 2006     | 5 de janeiro de 2004    | 2007                   | 10 de janeiro de 2004  | 12 de outubro de 2006   |             |
| Dave the Barbarian            | 23 de janeiro de 2004  | 22 de janeiro de 2005   | 2004                    | 2005                   | 2008                   | 2009                    |             |
| Phil of the Future            | 18 de junho de 2004    | 19 de agosto de 2006    | junho de 2005           | 2009                   | N/A                    | N/A                     |             |
| Brandy and Mr. Whiskers       | 21 de agosto de 2004   | 25 de agosto de 2006    | 19 de março de 2005     | 2008                   | 30 de setembro de 2004 | 10 de agosto de 2009    |             |
| American Dragon: Jake Long    | 11 de janeiro de 2005  | 1 de setembro de 2007   | 18 de abril de 2005     | 2009                   | 25 de setembro de 2005 | 10 de julho de 2009     |             |
| The Suite Life of Zack & Cody | 18 de março de 2005    | 1 de setembro de 2008   | setembro de 2005        | 2009                   | 20 de agosto de 2005   | 10 de julho de 2009     |             |
| The Buzz on Maggie            | 17 de junho de 2005    | 27 de maio de 2006      | dezembro de 2005        | agosto de 2008         | 13 de janeiro de 2006  | 9 de setembro de 2009   |             |
| The Emperor's New School      | 27 de janeiro de 2006  | 20 de novembro de 2008  | junho de 2006           | abril de 2009          | 10 de março de 2006    | 16 de abril de 2013     |             |
| Hannah Montana                | 24 de março de 2006    | 16 de janeiro de 2011   | 15 de setembro de 2006  | 25 de março de 2011    | 11 de novembro de 2006 | 20 de fevereiro de 2011 |             |
| Shorty McShorts' Shorts       | 28 de julho de 2006    | 25 de maio de 2007      | N/A                     | N/A                    | N/A                    | N/A                     |             |
| The Replacements              | 28 de julho de 2006    | 30 de março de 2009     | 23 de fevereiro de 2007 | 2012                   | 14 de janeiro de 2011  | 20 de dezembro de 2011  |             |
| Cory in the House             | 12 de janeiro de 2007  | 12 de setembro de 2008  | março de 2007           | 2009                   | 17 de julho de 2007    | 8 de setembro de 2009   |             |
| Phineas and Ferb              | 17 de agosto de 2007   | 12 de junho de 2015     | 1 de fevereiro de 2008  | 12 de setembro de 2015 | 16 de dezembro de 2007 | 21 de junho de 2015     |             |
| Wizards of Waverly Place      | 12 de outubro de 2007  | 6 de janeiro de 2012    | 18 de janeiro de 2008   | 23 de março de 2012    | 11 de abril de 2008    | 15 de janeiro de 2012   |             |
| The Suite Life on Deck        | 26 de setembro de 2008 | 6 de maio de 2011       | 19 de janeiro de 2009   | 31 de agosto de 2011   | 14 de dezembro de 2008 | 28 de maio de 2011      |             |
| Sonny with a Chance           | 8 de fevereiro de 2009 | 2 de janeiro de 2011    | 27 de junho de 2009     | 1 de julho de 2011     | 24 de maio de 2009     | 16 de janeiro de 2011   |             |
| Jonas                         | 2 de maio de 2009      | 3 de outubro de 2010    | 13 de setembro de 2009  | 13 de maio de 2011     | 12 de julho de 2009    | 28 de outubro de 2011   |             |

## Década de 2010
| Série                            | Estados Unidos          | Estados Unidos          | Portugal                | Portugal                | Brasil                  | Brasil                  | Referências                 |
| Série                            | Estreia                 | Final                   | Estreia                 | Final                   | Estreia                 | Final                   | Referências                 |
| -------------------------------- | ----------------------- | ----------------------- | ----------------------- | ----------------------- | ----------------------- | ----------------------- | --------------------------- |
| Good Luck, Charlie!              | 4 de abril de 2010      | 16 de fevereiro de 2014 | 8 de outubro de 2010    | 6 de junho de 2014      | 10 de julho de 2010     | 12 de abril de 2014     |                             |
| Fish Hooks                       | 3 de setembro de 2010   | 4 de abril de 2014      | 25 de fevereiro de 2011 | 3 de janeiro de 2012    | 7 de setembro de 2010   | 28 de julho de 2014     |                             |
| Shake It Up                      | 7 de novembro de 2010   | 10 de novembro de 2013  | 1 de abril de 2011      | 11 de abril de 2014     | 31 de dezembro de 2010  | 29 de março de 2014     |                             |
| Take Two with Phineas and Ferb   | 3 de dezembro de 2010   | 25 de novembro de 2011  | 20 de abril de 2013     | 20 de setembro de 2013  | 19 de fevereiro de 2011 | 24 de abril de 2012     |                             |
| A.N.T. Farm                      | 6 de maio de 2011       | 21 de março de 2014     | 25 de novembro de 2011  | 20 de junho de 2014     | 21 de agosto de 2011    | 14 de novembro de 2014  |                             |
| So Random!                       | 5 de junho de 2011      | 25 de março de 2012     | 30 de setembro de 2011  | 10 de agosto de 2013    | 25 de setembro de 2011  | 13 de dezembro de 2012  |                             |
| PrankStars                       | 15 de julho de 2011     | 16 de dezembro de 2011  | 16 de dezembro de 2011  | 28 de dezembro de 2012  | 7 de novembro de 2011   | 16 de dezembro de 2012  |                             |
| Jessie                           | 30 de setembro de 2011  | 16 de outubro de 2015   | 10 de fevereiro de 2012 | 18 de março de 2016     | 26 de novembro de 2011  | 23 de janeiro de 2016   |                             |
| Austin & Ally                    | 2 de dezembro de 2011   | 10 de janeiro de 2016   | 11 de maio de 2012      | 12 de fevereiro de 2016 | 26 de fevereiro de 2012 | 19 de fevereiro de 2016 |                             |
| Gravity Falls                    | 15 de junho de 2012     | 15 de fevereiro de 2016 | 7 de junho de 2013      | 1 de junho de 2016      | 30 de setembro de 2012  | 28 de maio de 2016      |                             |
| Code: 9                          | 26 de julho de 2012     | 5 de dezembro de 2012   | 1 de novembro de 2013   | 30 de novembro de 2013  | 28 de dezembro de 2012  | 1 de fevereiro de 2013  |                             |
| Dog with a Blog                  | 12 de outubro de 2012   | 25 de setembro de 2015  | 22 de março de 2013     | 25 de março de 2016     | 23 de março de 2013     | 29 de abril de 2016     |                             |
| Mickey Mouse                     | 28 de junho de 2013     | 20 de julho de 2019     | 13 de setembro de 2013  | 15 de setembro de 2020  | 18 de novembro de 2013  | 15 de novembro de 2019  |                             |
| Liv and Maddie                   | 19 de julho de 2013     | 24 de março de 2017     | 31 de janeiro de 2014   | 24 de novembro de 2017  | 31 de dezembro de 2013  | 14 de maio de 2017      |                             |
| Wander Over Yonder               | 16 de agosto de 2013    | 27 de junho de 2016     | 3 de janeiro de 2015    | 21 de março de 2017     | 31 de dezembro de 2013  | 11 de fevereiro de 2017 |                             |
| I Didn't Do It                   | 17 de janeiro de 2014   | 16 de outubro de 2015   | 16 de maio de 2014      | 15 de julho de 2016     | 11 de maio de 2014      | 28 de abril de 2016     |                             |
| Win, Lose or Draw                | 17 de janeiro de 2014   | 21 de maio de 2014      | Não transmitido         | Não transmitido         | 31 de agosto de 2014    | 15 de janeiro de 2015   |                             |
| Girl Meets World                 | 27 de junho de 2014     | 20 de janeiro de 2017   | 24 de janeiro de 2015   | 16 de dezembro de 2016  | 26 de julho de 2014     | 19 de maio de 2017      |                             |
| K.C. Undercover                  | 18 de janeiro de 2015   | 2 de fevereiro de 2018  | 23 de maio de 2015      | 20 de julho de 2018     | 19 de abril de 2015     | 1 de dezembro de 2018   | [ 1 ] [ 2 ]                 |
| Star vs. the Forces of Evil      | 18 de janeiro de 2015   | 19 de maio de 2019      | 19 de dezembro de 2015  | 10 de janeiro de 2020   | 14 de setembro de 2015  | 24 de abril de 2020     |                             |
| Best Friends Whenever            | 26 de junho de 2015     | 11 de dezembro de 2016  | 11 de janeiro de 2016   | 9 de junho de 2017      | 31 de outubro de 2015   | 26 de abril de 2017     |                             |
| Bunk'd                           | 31 de julho de 2015     | 2 de agosto de 2024     | 18 de março de 2016     | presente                | 23 de janeiro de 2016   | 29 de setembro de 2024  | [ 3 ] [ 4 ]                 |
| Descendants: Wicked World        | 18 de setembro de 2015  | 3 de março de 2017      | 10 de outubro de 2015   | 1 de abril de 2017      | 31 de outubro de 2015   | 9 de junho de 2017      | [ 5 ]                       |
| Stuck in the Middle              | 14 de fevereiro de 2016 | 23 de julho de 2018     | 10 de junho de 2016     | 22 de novembro de 2018  | 6 de agosto de 2016     | 16 de fevereiro de 2019 | [ 6 ] [ 7 ] [ 8 ]           |
| Bizaardvark                      | 24 de junho de 2016     | 13 de abril de 2019     | 18 de setembro de 2017  | 5 de novembro de 2019   | 1 de outubro de 2016    | 17 de novembro de 2019  | [ 9 ] [ 10 ]                |
| Elena of Avalor                  | 22 de julho de 2016     | 23 de agosto de 2020    | 8 de outubro de 2016    | 5 de janeiro de 2022    | 5 de novembro de 2016   | 24 de abril de 2021     | [ 11 ]                      |
| Milo Murphy's Law                | 3 de outubro de 2016    | 18 de maio de 2019      | 17 de abril de 2017     | 9 de abril de 2020      | 31 de dezembro de 2016  | 26 de setembro de 2019  |                             |
| Rapunzel's Tangled Adventure     | 10 de março de 2017     | 1 de março de 2020      | 3 de junho de 2017      | 28 de janeiro de 2021   | 1 de outubro de 2017    | 10 de janeiro de 2021   | [ 12 ] [ 13 ] [ 14 ]        |
| Andi Mack                        | 7 de abril de 2017      | 26 de julho de 2019     | 9 de abril de 2018      | 14 de maio de 2018      | 10 de setembro de 2017  | 2 de abril de 2020      | [ 15 ] [ 16 ]               |
| Hotel Transylvania: The Series   | 25 de junho de 2017     | 29 de outubro de 2020   | 7 de outubro de 2017    | 2020                    | 28 de abril de 2018     | 2020                    | [ 17 ] [ 18 ]               |
| Raven's Home                     | 21 de julho de 2017     | 3 de setembro de 2023   | 16 de fevereiro de 2018 | presente                | 29 de outubro de 2017   | 5 de dezembro de 2023   | [ 19 ] [ 20 ] [ 21 ] [ 22 ] |
| DuckTales                        | 12 de agosto de 2017    | 15 de março de 2021     | 11 de novembro de 2017  | 21 de julho de 2022     | 4 de fevereiro de 2018  | 11 de junho de 2021     |                             |
| Big Hero 6: The Series           | 20 de novembro de 2017  | 15 de fevereiro de 2021 | 12 de outubro de 2018   | 2022                    | 11 de março de 2018     | 3 de maio de 2021       |                             |
| Big City Greens                  | 18 de junho de 2018     | presente                | 1 de julho de 2019      | presente                | 28 de outubro de 2018   | presente                |                             |
| Bug Juice: My Adventures At Camp | 16 de julho de 2018     | 9 de agosto de 2018     | Não transmitido         | Não transmitido         | Não transmitido         | Não transmitido         |                             |
| Star Wars Resistance             | 7 de outubro de 2018    | 26 de janeiro de 2020   | 7 de outubro de 2018    | 26 de janeiro de 2020   | 12 de outubro de 2018   | 2020                    |                             |
| Coop & Cami Ask the World        | 12 de outubro de 2018   | 11 de setembro de 2020  | 27 de maio de 2019      | 2021                    | 3 de fevereiro de 2019  | 30 de abril de 2021     |                             |
| Sydney to the Max                | 25 de janeiro de 2019   | 26 de novembro de 2021  | 4 de janeiro de 2021    | presente                | 21 de julho de 2019     | 24 de junho de 2022     |                             |
| Fast Layne                       | 15 de fevereiro de 2019 | 31 de março de 2019     | 17 de maio de 2019      | 21 de junho de 2019     | 7 de maio de 2019       | 22 de junho de 2019     |                             |
| 101 Dalmatian Street             | 18 de março de 2019     | 22 de fevereiro de 2020 | 23 de março de 2019     | 19 de setembro de 2020  | 2 de junho de 2019      | 23 de agosto de 2023    |                             |
| Just Roll with It                | 14 de junho de 2019     | 14 de maio de 2021      | Não transmitido         | Não transmitido         | 16 de novembro de 2019  | presente                |                             |
| Amphibia                         | 17 de junho de 2019     | 14 de maio de 2022      | 14 de setembro de 2020  | 16 de dezembro de 2022  | 5 de agosto de 2019     | 2023                    |                             |
| Gabby Duran & The Unsittables    | 11 de outubro de 2019   | 26 de novembro de 2021  | 9 de março de 2020      | 17 de março de 2022     | 10 de fevereiro de 2020 | 6 de maio de 2022       |                             |

## Década de 2020
| Série                           | Estados Unidos          | Estados Unidos         | Portugal                | Portugal               | Brasil              | Brasil                 | Referências |
| Série                           | Estreia                 | Final                  | Estreia                 | Final                  | Estreia             | Final                  | Referências |
| ------------------------------- | ----------------------- | ---------------------- | ----------------------- | ---------------------- | ------------------- | ---------------------- | ----------- |
| The Owl House                   | 10 de janeiro de 2020   | 8 de abril de 2023     | 11 de janeiro de 2021   | 24 de junho de 2023    | 13 de abril de 2020 | 22 de novembro de 2023 |             |
| Disney Fam Jam                  | 23 de fevereiro de 2020 | 4 de dezembro de 2020  | Não transmitido         | Não transmitido        | Não transmitido     | Não transmitido        |             |
| Secrets of Sulphur Springs      | 15 de janeiro de 2021   | 5 de maio de 2023      | 1 de maio de 2021       | 2023                   | 18 de junho de 2021 | 2023                   |             |
| The Ghost and Molly McGee       | 1 de outubro de 2021    | 13 de janeiro de 2024  | 21 de fevereiro de 2022 | 2024                   | N/A                 | N/A                    |             |
| Ultra Violet and Black Scorpion | 3 de junho de 2022      | 11 de novembro de 2022 | 14 de novembro de 2022  | 8 de dezembro de 2022  | N/A                 | N/A                    |             |
| The Villains of Valley View     | 3 de junho de 2022      | 1 de dezembro de 2023  | 13 de março de 2023     | 21 de dezembro de 2024 | N/A                 | N/A                    |             |
| Hamster & Gretel                | 12 de agosto de 2022    | presente               | 1 de abril de 2023      | presente               | N/A                 | N/A                    |             |
| Moon Girl and Devil Dinosaur    | 10 de fevereiro de 2023 | presente               | 10 de março de 2023     | presente               | N/A                 | N/A                    |             |
| Kiff                            | 10 de março de 2023     | presente               | 15 de maio de 2023      | presente               | N/A                 | N/A                    |             |
| Saturdays                       | 24 de março de 2023     | 12 de maio de 2023     | Não transmitido         | Não transmitido        | N/A                 | N/A                    |             |
| Hailey's On It!                 | 8 de junho de 2023      | 18 de maio de 2024     | 19 de fevereiro de 2024 | 31 de outubro de 2024  | N/A                 | N/A                    |             |
| Pretty Freekin Scary            | 15 de junho de 2023     | 18 de agosto de 2023   | 23 de outubro de 2023   | 23 de novembro de 2023 | N/A                 | N/A                    |             |
| Primos                          | 25 de julho de 2024     | presente               | 16 de setembro de 2024  | presente               | N/A                 | N/A                    | [ 23 ]      |
| Wizards Beyond Waverly Place    | 29 de outubro de 2024   | presente               | 27 de janeiro de 2025   | presente               | N/A                 | N/A                    |             |
| Vampirina                       | N/A                     | N/A                    | N/A                     | N/A                    | N/A                 | N/A                    |             |